# Глубинный (Саратовская область)
Глубинный — опустевший железнодорожный разъезд в Питерском районе Саратовской области в составе сельского поселения Орошаемого муниципального образования.

## География
Находится у железнодорожной линии Красный Кут-Палласовка на расстоянии примерно 39 км по прямой на запад-юго-запад от районного центра села Питерка.

## Население
Постоянное население составляло 12 человек в 2002 году (казахи 100 %), 1 в 2010 году. По состоянию на 2020 год населённый пункт заброшен.